# Nagodetov proces
Nagodetov proces je politični proces slovenske oblasti pod vodstvom Komunistične partije Slovenije (KPS) proti predvojnim simpatizerjem in medvojnim zaveznikom partizanskega gibanja. Obtožili so jih protidržavne dejavnosti in vohunjenja. Bil je obračun s predvojno svobodomiselno in demokratično inteligenco. Partija se je bala njihovega političnega delovanja v državi kot opozicija, saj so zagovarjali temeljna načela demokracije in pluralizma.Proces je bil svarilo dejanskim in potencialnim političnim nasprotnikom. Maja 1947 je slovenska tajna policija UDBA aretirala 32 visoko izobraženih intelektualcev. Med njimi so bili nekateri nekdanji člani KPS, večina pa je bila liberalnih demokratov, ki so bili naklonjeni parlamentarnim demokracijam na Zahodu. Med aretiranimi so bili Črtomir Nagode, Ljubo Sirc, Leon Kavčnik, Boris Furlan, Zoran Hribar, Angela Vode, Metod Kumelj, Pavla Hočevar, Svatopluk Zupan, Bogdan Stare, Metod Pirc, Vid Lajovic, Franjo Sirc, Elizabeta Hribar, sredi procesa pa so priključili še Franca Snoja. Dva meseca so jih zasliševali in mučili v ljubljanskih zaporih. Politbiro Centralnega komiteja KPS je aretirane v slovenskih medijih označil kot peščico špijonov, razrednih sovražnikov, plačancev inozemstva, ki nimajo nobene politične vsebine in katerih delo je brez vsake politične osnove škodovati ljudski oblasti. Proti 15 obtoženim se je 29. julija začelo sojenje, katerega vsebino so oblasti prek posebnih zvočnikov na ljubljanskih ulicah predvajale državljanom. Javni tožilec v procesu je bil Viktor Avbelj, kasnejši predsednik predsedstva Socialistične Republike Slovenije. Proces je dobil ime Nagodetov proces. Po 13 dneh sojenja, 12. avgusta so tri obtožene, med njimi Črtomirja Nagodeta, obsodili na smrt s streljanjem, ostale na visoke zaporne kazni, s prisilnim delom in odvzemom vseh državljanskih pravic. Furlanu in Sircu je bila kasneje kazen spremenjena v dvajset let ječe s prisilnim delom. Eden od obsojenih je v zaporu  izvršil samomor, eden pa je zaradi posledic zapora umrl nekaj dni potem, ko so ga avgusta 1950 pogojno izpustili iz zapora. Po procesu so aretirali in obsodili tudi obremenilno pričo, Draga Supančiča.
O procesu je vse do osemdesetih let vladal molk. Vrhovno sodišče RS je leta 1991 sodbo zoper Nagodeta in štirinajst soobsojenih razveljavilo z ugotovitvijo, da je slonela na lažnih obtožbah in da je šlo za krivičen proces proti namišljenim zahodnim vohunom.